# Jefferson Costa
Jefferson Costa (São Paulo, 1979) é um ilustrador e quadrinista brasileiro.
Foi autor de diversos quadrinhos, como a adaptação do livro Kiss me Judas, além de publicações como Quebra Queixo Technorama, A Dama do Martinelli, La Dansarina e trabalhos nas coletâneas Front e Bang Bang. Também participou das antologias norte-americanas Gunned Down e Outlaw Territory 3. Jefferson também trabalha com concept art de desenho de personagens e cenários em animações, tendo trabalhado em Historietas Assombradas para Crianças Malcriadas, da Cartoon Network Brasil, além das séries da MTV, Megaliga, Fudêncio, The Jorges e Rockstarghost. 
Em 2013, ganhou o 25º Troféu HQ Mix na categoria "adaptação para os quadrinhos" com o volume 4 da Coleção Shakespeare em Quadrinhos (A tempestade, com roteiro de Lillo Parra).
Em 2016, durante a Comic Con Experience foi anunciado que ao lado do roteirista Rafael Calça, produziria  a graphic novel Jeremias - Pele, dedicada ao personagem Jeremias, o primeiro personagem negro da Turma da Mônica de Maurício de Sousa para a linha de Graphic MSP da Panini Comics, sendo o décimo oitavo volume da linha publicado em abril de 2018.
Em 2018, lançou no Brasil a HQ Arcane Sally & Mr. Steam. Produzida originalmente em língua inglesa, conta com a arte de Jefferson Costa e roteiro do britânico David Alton Hedges.  Em 2019, é anunciado como autor do selo Original Pipoca & Nanquim com o trabalho Roseira, Medalha, Engenho e Outras Histórias, lançado em novembro de 2019.